# Ntozake Shange
Ntozake Shange   (Trenton, 18 d'octubre de 1948 - Bowie, 27 d'octubre de 2018) fou una dramaturga, poeta i novel·lista estatunidenca. Es va definir com a «feminista negra», i les seues obres tracten temes al voltant de l'ètnia i el feminisme.
La seua obra més coneguda és For colored girls who have considered suicide / When the rainbow is enuf, que guanyà el premi Obie. Escrigué també Betsey Brown, una novel·la sobre una xica negra nord-americana que s'escapa de casa.
Shange visqué a Brooklyn (Nova York) fins a la seua mort, el 2018.

## Biografia
Shange nasqué, amb el nom de soltera de Paulette L. Williams, a Trenton (Nova Jersey) en una família de classe mitjana alta. El seu pare, Paul T. Williams, era cirurgià de la Força Aèria, i la seua mare, Eloise Williams, era educadora i treballadora social psiquiàtrica. Quan tenia vuit anys, la seua família es traslladà a San Luis (Missouri), on encara hi havia una forta segregació racista (que s'il·legalitzaria una dècada després). Com a resultat de la decisió judicial Brown vs. Junta d'Educació, Shange havia d'anar a l'escola amb un autobús per a blancs, i hi hagué de suportar l'apartheid i atacs racistes.
La família de Shange tenia molt d'interés en l'art, i li inculcà una educació artística. Entre els convidats a sa casa hi havia Dizzy Gillespie, Miles Davis, Chuck Berry i W. E. B. Du Bois.
Quan Shange tenia tretze anys tornà a Nova Jersey, i s'hi graduà en la Trenton Central High School. El 1966 es matriculà en la Universitat Shange Barnard College. Es llicencià cum laude en Estudis sobre els Estats Units (American Studies). Després es mudà a Los Angeles, i hi obtingué un mestratge en el mateix camp en la Universitat del Sud de Califòrnia. Els anys universitaris de Shange, però, no foren agradables. Durant el seu primer any en la universitat es casà, però el matrimoni no va durar massa temps. Deprimida per la separació i amb un fort sentit d'amargor i alienació, intentà suïcidar-se.
El 1971, Shange es va canviar el nom. En xosa, Ntozake significa ‘la que té les seues pròpies coses’ (literalment ‘les coses que li pertanyen’) i shangue ‘la que camina [o que viu] amb lleons’ (i en zulu significa ‘l'orgull del lleó’). [4]

## Carrera
El 1975, Ntozake Shange es traslladà a Nova York, i en aquest any es va produir la seua primera i més coneguda obra de teatre: For colored girls who have considered suicide / When the rainbow is enuf (‘Per a les xiques de color que han considerat suïcidar-se / Quan l'arc de Sant Martí n'és prou’). Primer en els teatres fora de Broadway, i després al teatre Booth (a Broadway), l'obra guanyà alguns premis, com ara el Premi Obie, l'Outer Critics Circle i l'Audelco. Aquesta obra era un poema en 20 parts que presentava una crònica de la vida de les dones negres als Estats Units. Finalment, el poema es convertí en una obra de teatre. El 1977 se'n publicà en forma de llibre, i el 2010 es dugué al cinema (For Colored Girls, de Tyler Perry). Des de llavors, Ntozake Shange escrigué altres obres d'èxit, com ara una adaptació (1980) de Mare Coratge, de Bertolt Brecht, que guanyà un Premi Obie.
El 2003, Ntozake Shange escrigué la producció de Lavender lizards and lilac landmines: Layla’s dream (‘Fardatxos de color lavanda i mines terrestres de color lilà: el somni de Layla’) quan treballava com a artista convidada en la Universitat de Florida (a Gainesville).
Els seus poemes, assaigs i contes han aparegut en moltes revistes i antologies, com ara The Black Scholar, Yardbird, Ms., Essence Magazine, The Chicago Tribune, VIBE, i Third-World Women.

## Premis
- 1973: NDEA fellow
- Obie Award
- Outer Critics Circle Award
- Audience Development Committee (Audelco) Award
- Mademoiselle Award
- 1978: Frank Silvera Writers' Workshop Award
- 1981: Los Angeles Times Book Prize for Poetry (per Three pieces).
- 1981: beca Guggenheim fellowship
- 1981: Medal of Excellence, Columbia University
- 1981: Obie Award, for Mother Courage and Her Children
- Nori Eboraci Award
- 1988: Barnard College
- 1992: Lila Wallace-Reader's Digest Fund (premi anual a escriptors).
- 199: Paul Robeson Achievement Award
- Arts and Cultural Achievement Award
- 199: National Coalition of 100 Black Women (capítol Pennsilvània).
- 1992, 1993, 1994: Taos World Poetry Heavyweight Champion
- 1993: Living Legend Award, National Black Theatre Festival
- Claim Your Life Award
- 1993: WDAS-AM/FM
- Monarch Merit Award
- National Council for Culture and Art
- Pushcart Prize[5]

### Nominacions
- Premis Tony
- Premis Grammy
- Premis Emmy (el 1977, per For colored girls who have considered suïcidi / When the rainbow is enuf).

### Obres de teatre
- 1975: For colored girls who have considered suicide / When the rainbow is enuf, nominada als premis Tony, Grammy i Emmy.
- 1977: A photograph: lovers-in-motion. Produïda per off-Broadway en el Public Theatre.
- 1977: Where the Mississipi meets the Amazon.
- 1977: A photograph: a study of cruelty.
- 1979: Boogie woogie landscapes. Produïda per primera vegada en el taller Frank Silvera's Writers' Workshop, a Nova York, després en el Symphony Space Theatre (a Broadway).
- 1979: Spell #7. Produïda per off-Broadway en el teatre Joseph Papp's Nova York Shakespeare Festival Public Theatre.
- 1979: Black and white: two dimensional plans.
- 1980: Mother Courage and her children. Produïda per off-Broadway en el Public Theatre. Guanyadora de l'Obie Award 1981.
- 1980: Mother of courage and her children.
- 1982: Three for a full moon.
- 1982: Boques. Produïda per primera vegada en el Mark Taper Fòrum, a Los Angeles.
- 1983: From okra to greens/A different kinda love story.
- 1987: Three views of Mt. Fuji. Produïda per primera vegada en el Lorraine Hansberry Theatre (a San Francisco); produïda per primera vegada en New Dramatists (a Nova York).
- 1989: Daddy says.
- 1994: Whitewash.

### Poesia
- 1976: Melissa & Smith.
- 1977: Natural disasters and other festive occasions.
- 1977: A photograph: lovers in motion: a drama (S. French).
- 1978: Nappy edges.
- 1981: Some men.
- 1983: A daughter's geography.
- 1984: From okra to greens.
- 1987: Ridin' the moon in Texas: word paintings (St. Martin's Press).
- 1987: The love space demands (a continuing saga) (St. Martin's Press).
- 1992: Three pieces (St. Martin's Press).
- 1993: People of Watts (publicat al novembre de 1993 en la revista VIBE Magazine).
- 1994: I live in music.
- 2004: The sweet breath of life: a poetic narrative of the african-american family (Atria Books). Fotografies de Kamoinge.
- Enuf
- With no immediate cause
- You are sucha fool
- Blood rhyhms
- Poet hero

### Novel·les
- 1976: For colored girls who have considered suïcidi / When the rainbow is enuf (Shameless Hussy Press).
- 1982: Sassafrass, cypress & indigo.
- 1985: Betsey Brown (St. Martin's Press).
- 1986: The black book (amb el fotògraf Robert Mapplethorpe).
- 1995: Liliane.
- 2010: Some sing, some cry (amb Ifa Bayeza).

### Literatura infantil
- 1997: Whitewash.
- 2002: Float like a butterfly: Muhammad Ali, the man who could float like a butterfly and sting like a bee.
- 2003: Daddy says.
- 2003: Ellington was not a street.
- 2009: Coretta Scott.

### Assaigs
- 1984: See no evil: prefaces, essays & accounts, 1976-1983.
- 1998: If I ca cook you know God ca.